# 1987 Kaplan
Az 1987 Kaplan (ideiglenes jelöléssel 1952 RH) a Naprendszer kisbolygóövében található aszteroida. Pelageja Sajn fedezte fel 1952. szeptember 11-én.